# Rhamnus mcvaughii
Rhamnus mcvaughii är en brakvedsväxtart som beskrevs av L.A. Johnston och M. C. Johnst.. Rhamnus mcvaughii ingår i släktet getaplar, och familjen brakvedsväxter. Inga underarter finns listade i Catalogue of Life.